# Megatsunami

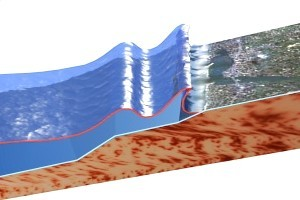
Gráfico de un mega tsunami

Megatsunami o megasunami o megamaremoto es un término informal para designar aquellos tsunamis cuyas olas superan significativamente en altura a las de un maremoto tectónico. Los megatsunamis pueden elevarse cientos de metros, desplazar masas de agua a velocidades de 400 km/h y, a diferencia de un tsunami que rompe en la costa, penetrar decenas de kilómetros tierra adentro, inundando áreas de hasta 550 metros aproximadamente, sobre el nivel del mar.  
El último megatsunami conocido tuvo lugar en la isla Reunión. Los anteriores se registraron en las islas de Cabo Verde y el archipiélago hawaiano. Puesto que ocurrieron en fechas muy remotas, no hay testimonios que den cuenta de su devastación, ni forma de predecir el momento y lugar donde se producirá el siguiente. Descontando aquellos originados por causas extraterrestres (por ejemplo, el subsiguiente al impacto del asteroide que formó el cráter de Chicxulub), muchos megatsunamis tienen como causa común cataclismos o desplome de islas. La actividad volcánica, sumada a la erosión marina, hacen un trabajo minucioso en la base de estas durante mucho tiempo, por lo que un derrumbe puede desencadenarse al cabo de miles de años.

## Causas de megatsunami
- Meteorito (no existe registro pero se cree que se produjo uno hace 37 millones de años).[1] Otro registrado es el producido por un meteorito en el mar de Bellingshausen frente a la Antártida y sur de Chile, a finales del Plioceno. Hace unos 2,15 millones de años, se produjo en este mar el impacto del asteroide Eltanin. Es el único impacto conocido en el fondo marino en el mundo.[2]
- Desprendimiento (el megatsunami de la bahía Lituya).[3]
- Erupción (el tsunami de Krakatoa, junto a un movimiento del fondo marino —sin registros—).

## Megatsunamis comprobados y supuestos
- El 9 de julio de 1958 un terremoto de escala de entre 7,8 a 8,3 en el sur de Alaska provocó un desprendimiento de 30 millones de metros cúbicos de tierra y rocas del glaciar Lituya, al fondo de la bahía. El impacto hizo que se levantara una columna de agua de 520 metros de altura, que avanzó a la entrada de la bahía con una velocidad cercana a los 200 km por hora. Es el megatsunami más alto del que se tenga registro en el mundo.
- En 1963, un megatsunami artificial se produjo en el conocido como desastre de la presa del Vajont como consecuencia de un error humano en un dique de montaña en el norte de Italia. Una losa enorme de la ladera del monte Toc, en el norte de las montañas de Venecia, se desestabilizó como resultado del mal uso de materiales de resistencia y cayó sobre la presa del Vajont a una velocidad de 110 km/h, vaciando el 50 % del agua en el plazo de 10 minutos. Esto produjo una ola de 250 m que destruyó varias aldeas y mató a 2000 personas. Curiosamente, la mayor parte de la presa no sufrió desperfectos, aunque quedó inutilizada luego por la destrucción producida por el depósito de materiales y por el daño estructural a los mecanismos de su interior.
- El 18 de mayo de 1980, la cumbre del monte Santa Helena, volcán del norte del estado de Washington, junto con unos 480 m de roca del mismo, se derrumbaron. La avalancha golpeó el lago Spirit, enviando un megatsunami de 250 m sobre el nivel del agua que tragó una gran cantidad de árboles costeros y los arrastró luego hacia el lago.
- La geología sugiere que los megatsunamis generados por el derrumbamiento del flanco de una isla volcánica, su causa menos común, puedan ocurrir cada mil años. Su tamaño y energía pueden producir efectos devastadores, como cambiar estrepitosamente la geografía de la costa. El más reciente ocurrió hace aproximadamente 4000 años en la isla de la Reunión, al este de Madagascar. Sin embargo, ningún megatsunami ha ocurrido en el océano Atlántico o en el Pacífico en épocas históricas. El derrumbe más reciente ocurrió en la isla de Ritter en 1888, pero generó solamente olas de 12 a 15 m, que, aunque mataron a 3000 personas en las islas circundantes, no eran megatsunamis y no causaron devastación extensa.
- Un tsunami reciente produjo olas de 40 m de altura generadas por el derrumbe del Krakatoa durante su erupción en 1883, que mataron a 36 000 personas en Java, Sumatra y las islas pequeñas alrededor de ellas.
- El derrumbe de Santorini, durante su erupción cataclísmica hace alrededor 3500 años, produjo una ola de 100 m, que se estrelló contra la costa norte de Creta después de viajar 70 km. Sin embargo, estos megatsunamis no se propagaron miles de kilómetros para causar daños más generalizados, lo cual creó una controversia sobre si las olas producidas por el colapso de islas navegan grandes distancias, de la misma manera que lo hacen los tsunamis, lo cual provoca derrumbes.
- En el mar de Noruega, Storegga causó un megatsunami hace 7000 años. Terminó de inundar Doggerland. Las investigaciones geológicas extensas indican que el riesgo de que vuelva a ocurrir es mínimo.[4]
- Hay evidencia de un megatsunami de agua dulce que ocurrió hace 10 000 a 20 000 años en Seton Portage, Columbia Británica, donde un pedazo enorme de la cordillera Cayoosh resbaló repentinamente al norte dentro de un gran lago que atravesaba el área de Lillooet, Columbia Británica cercana a Birken, en el valle o paso de Pemberton al sudoeste. El acontecimiento no se ha estudiado mucho en épocas modernas pero el protolago debió haber sido por lo menos tan profundo como sus dos mitades actuales, los lagos Seton y Anderson, sugiriendo que la ola creada por el derrumbe pudo haber sido comparable a la bahía de Lituya.
- El 5 de noviembre de 2007 tuvo lugar en Juan del Grijalva, Chiapas, un deslizamiento de tierra como consecuencia de las fuertes lluvias y que causó inundaciones en Chiapas y Tabasco, este deslizamiento provocó la destrucción de al menos 100 casas. Los primeros informes fueron contradictorios, pues señalaban que el deslizamiento había sepultado al pueblo y causado por lo menos 30 muertos. Sin embargo posteriormente se ha aclarado que lo ocurrido fue que el deslizamiento de tierra proveniente de un cerro cayó sobre el río Grijalva, y provocó con ella una ola de al menos 50 metros de altura que golpeó al poblado destruyéndolo por completo.
- Se ha comprobado que el impacto de un asteroide o cometa cuyo diámetro exceda los 100 metros puede causar un megatsunami de proporciones devastadoras. Cuando el cuerpo cósmico golpea aguas oceánicas poco profundas, parte de esas se evaporan con el calor del impacto, pero el resto sale disparada hacia fuera por tremenda energía liberada y forma una ola que puede viajar a 1000 km/h a través del océano, eso se piensa que sucedió al final del Cretácico, hace más de 63 millones de años, cuando se extinguieron los dinosaurios.

## Megatsunami como arma
En 1945 Nueva Zelanda y Estados Unidos probaron más de 3700 bombas en junio de 1944 en el mar de Nueva Caledonia y Auckland para comprobar que la "bomba tsunami" era factible. El objetivo era provocar olas gigantes y destruir la costa de diversas ciudades enemigas durante la Segunda Guerra Mundial. Además, los resultados de las pruebas indicaron que para crear un tsunami de 10 metros capaz de destruir la costa de una ciudad enemiga eran necesarios dos millones de kilos de explosivos y una serie de diez explosiones a unos ocho kilómetros de la orilla. Los planes de la bomba fueron descubiertos por el autor y cineasta neozelandés Ray Waru, quien examinó varios archivos militares entre los archivos nacionales para su nuevo libro.

Probablemente si la bomba atómica no hubiese funcionado tan bien, habríamos provocado tsunamis"  "Es absolutamente increíble. Primero que alguien hubiese tenido la idea de desarrollar un arma de destrucción masiva basada en un tsunami... y que Nueva Zelanda la hubiese desarrollado hasta que funcionara.
Autor y cineasta neozelandés Ray Waru

Recientemente, autores como Joe Vialls sugirieron que bombas tsunami habían sido usadas en eventos del siglo XXI.